# مورغان بيركهارت
مورغان بيركهارت (بالإنجليزية: Morgan Burkhart) هو لاعب كرة قاعدة أمريكي، ولد في 29 يناير 1972 في ميزوري في الولايات المتحدة.

## وصلات خارجية
- مورغان بيركهارت على موقع الدوري الياباني لكرة القاعدة (الإنجليزية)
- مورغان بيركهارت على موقعبيزبول رفرنس.كوم (الدوري الرئيسي) (الإنجليزية)
- مورغان بيركهارت على موقعبيزبول رفرنس.كوم (الدوري الثانوي) (الإنجليزية)
- مورغان بيركهارت على موقع مشجعي الرسوم البيانية (الإنجليزية)